# 木下眞行
木下 眞行（きのした まさゆき、1966年6月16日 - ）は、日本の実業家。焼き肉チェーン店キノシタ社長。

## 来歴
大阪府東大阪市生まれ。
大阪府立牧野高等学校卒業後、信用組合大阪商銀へ就職。入社からの4年間、営業マンとして渉外部門で営業成績1位を継続する。
退職後、23歳で四条畷市で焼肉屋を始める。25歳の時、子供のころ母が毎日作っていた鍋をヒントにオリジナル料理「鉄板鍋」を考案。これがヒットし、店を全国チェーンに成長させた。

## 人物
次弟は同じく飲食店チェーンを経営する木下浩行、 末弟は、お笑いコンビTKOの木下隆行。

## 著書
- 「ダメダメ焼肉店長が語る商売繁盛でいこうや - 奇跡のなにわ成功物語 - 」- 2006年3月 しののめ出版刊
- 「飲食店が愛され続ける5つの秘密 - 商売は「笑売」であり「SHOW売」である! -」 - 2010年しののめ出版刊
- 「人生がうまくいく1%の人が知っている一番大切なこと = 1% people know the most important thing」- 2013年ロングセラーズ刊

出典: